# الاتحاد السعودي لكرة القاعدة والكرة الناعمة
الاتحاد السعودي لكرة القاعدة والكرة الناعمة (سابقًا الاتحاد السعودي لكرة القاعدة) هو اتحاد رياضي سعودي أسس في 25 ديسمبر 2019، ويرأسه نايف بن محمد بن عبد المحسن بن حميد منذ تأسيسه. أنشأت اللجنة الأولمبية العربية السعودية الاتحاد بهدف تحقيق أهداف رؤية 2030 بالمساهمة في انتشار اللعبة في المجتمع السعودي، وتشجيع المواهب، وتكوين فريق يساهم في رفعة العلم السعودي على منصات التتويج القارية والعالمية، ولتكون المملكة جزءً مهمًّا في المشهد الرياضي العالمي.